# 服部春彦
服部 春彦（はっとり はるひこ、1934年4月30日 - ）は、日本の歴史学者。専攻はフランス近代史。京都大学名誉教授。

## 経歴
京都府出身。京都大学文学部史学科卒、1970年同大学院文学研究科博士課程修了。「フランス産業革命論」で文学博士の学位を取得。名古屋大学文学部助教授を経て、1975年から京都大学文学部助教授、のち教授。1993年に定年退官。その後、京都橘女子大学文学部教授を経て、現在京都大学名誉教授。

## 著書

### 単著
- 『フランス産業革命論』（未來社、1968年）
- 『フランス近代貿易の生成と展開』（ミネルヴァ書房、1992年）
- 『経済史上のフランス革命・ナポレオン時代』（多賀出版、2009年）
- 『文化財の併合 フランス革命とナポレオン』（知泉書館、2015年）
- 『フランス革命と絵画』（昭和堂、2025年）

### 共編著
- （大下尚一・西川正雄・望田幸男）『西洋の歴史 近現代編』（ミネルヴァ書房、1987年/増補版、1998年）
- （谷川稔）『フランス近代史―ブルボン王朝から第五共和政へ―』（ミネルヴァ書房、1993年）
- （谷川稔）『フランス史からの問い』（山川出版社、2000年）

### 訳書
- R.フォセール（河野健二共訳）『資本主義の将来』（岩波書店、1962年）
- G.リューデ（前川貞次郎・野口名隆共訳）『フランス革命と群衆』（ミネルヴァ書房、1963年）

## 参考
- 楽天ブックス

| スタブアイコン | サブスタブ | この項目は、まだ閲覧者の調べものの参照としては役立たない、人物に関連した書きかけの項目です。この項目を加筆・訂正などしてくださる協力者を求めています（P:人物伝/PJ:人物伝）。 |